# Nazionale maschile under 21 di calcio della Croazia
La Nazionale di calcio croata Under-21 è la rappresentativa calcistica Under-21 della Croazia ed è posta sotto l'egida della Federazione calcistica croata. Partecipa al Campionato europeo di categoria, che si tiene ogni due anni.
Disputò la sua prima partita nel 1993 raccogliendo l'eredità della Nazionale jugoslava Under-21, dopo la dissoluzione della Jugoslavia.

## Partecipazioni ai tornei internazionali

### Europeo U-21
Fino al 1992 la Croazia non aveva una propria nazionale in quanto lo stato croato era inglobato nella Jugoslavia. Esisteva, quindi, un'unica nazionale che rappresentava tutta la Jugoslavia.
- 1996: Non qualificata
- 1998: Non qualificata
- 2000: Primo turno
- 2002: Non qualificata
- 2004: Primo turno
- 2006: Non qualificata
- 2007: Non qualificata
- 2009: Non qualificata
- 2011: Non qualificata
- 2013: Non qualificata
- 2015: Non qualificata
- 2017: Non qualificata
- 2019: Primo turno
- 2021: Quarti di finale
- 2023: Primo turno

## Tutte le Rose

### Europei
Campionato d'Europa Under-21 UEFA 20001 Pletikosa, 2 Miladin, 3 Šerić, 4 Bišćan, 5 Tudor, 6 Smoje, 7 Balaban, 8 Vranješ, 9 Šokota, 10 Leko, 11 Šimić, 12 Čavlina, 13 Mijatović, 14 Pilipović, 15 Višković, 16 Brajković, 17 Mikić, 18 Sabolčki, 19 Banović, 20 Marić, CT: Šušak
Campionato d'Europa Under-21 UEFA 20041 Vranjić, 2 Buljat, 3 Mikulić, 4 Drpić, 5 Lučić, 6 Ješe, 7 Carević, 8 Srna, 9 Ljubojević, 10 Babić, 11 Bodrušić, 12 Šarlija, 13 Gal, 14 Milardović, 15 Linić, 16 Šafarić, 17 Abramović, 18 Zahora, 19 Kranjčar, 20 Pranjić, 21 Eduardo, 22 Pelin, CT: Novoselac
Campionato d'Europa Under-21 UEFA 20191 Grbić, 2 Uremović, 3 Sosa, 4 Šunjić, 5 Katić, 6 Benković, 7 Brekalo, 8 Vlašić, 9 Jakoliš, 10 Halilović, 11 Ivanušec, 12 Posavec, 13 Majer, 14 Bistrović, 15 Kalaica, 16 Borevković, 17 Bašić, 18 Murić, 19 Kulenović, 20 Moro, 21 Bradarić, 22 Čabraja, 23 Šemper, CT: Gračan
Campionato d'Europa Under-21 UEFA 20211 Šemper, 2 Šverko, 3 Babec/Čolina, 4 Čolina/Šutalo, 5 Erlić, 6 Nejašmić/Gvardiol, 7 Ivanušec, 8 Moro, 9 Kulenović, 10 Majer, 11 Bradarić, 12 Kotarski/Pandur, 13 Žaper/Đurasek, 14 Vizinger/Babec, 15 Krizmanić, 16 Franjić, 17 Bistrović, 18 Divković/Biuk, 19 Vuk, 20 Musa, 21 Špikić, 22 Vušković, 23 Nevistić, CT: Bišćan
Campionato d'Europa Under-21 UEFA 20231 Kotarski, 2 Sigur, 3 Čolina, 4 Palaversa, 5 Soldo, 6 Franjić, 7 Šego, 8 Pršir, 9 Šimić, 10 Baturina, 11 Kačavenda, 12 Pandur, 13 Frigan, 14 Galešić, 15 Perković, 16 Krizmanić, 17 Stojković, 18 Vidović, 19 Bulat, 20 Beljo, 21 Hodža, 22 Fruk, 23 Čavlina, CT: Skočić

## Rosa attuale
Lista dei 23 giocatori convocati per il Campionato europeo di calcio Under-21 del 2023 in Georgia e Romania.
Presenze e reti aggiornate al 15 giugno 2023.
| N. | Pos. | Giocatore          | Data nascita (età)          | Pres. | Reti | Squadra             |
| -- | ---- | ------------------ | --------------------------- | ----- | ---- | ------------------- |
| 1  | P    | Dominik Kotarski   | 10 febbraio 2000 (23 anni)  | 13    | 0    | PAOK                |
| 12 | P    | Ivor Pandur        | 25 marzo 2000 (23 anni)     | 4     | 0    | Fortuna Sittard     |
| 23 | P    | Nikola Čavlina     | 2 giugno 2002 (21 anni)     | 1     | 0    | Lokomotiva Zagabria |
| 2  | D    | Niko Sigur         | 9 settembre 2003 (19 anni)  | 0     | 0    | Hajduk Spalato      |
| 3  | D    | David Čolina       | 19 luglio 2000 (22 anni)    | 16    | 0    | Augusta             |
| 5  | D    | Nikola Soldo       | 25 gennaio 2001 (22 anni)   | 8     | 1    | Colonia             |
| 6  | D    | Bartol Franjić     | 14 gennaio 2000 (23 anni)   | 12    | 1    | Wolfsburg           |
| 14 | D    | Niko Galešić       | 26 marzo 2001 (22 anni)     | 0     | 0    | Rijeka              |
| 16 | D    | Krešimir Krizmanić | 3 luglio 2000 (22 anni)     | 7     | 0    | HNK Gorica          |
| 4  | C    | Ante Palaversa     | 6 aprile 2000 (23 anni)     | 10    | 0    | Troyes              |
| 8  | C    | Jurica Pršir       | 29 maggio 2000 (23 anni)    | 12    | 1    | HNK Gorica          |
| 10 | C    | Martin Baturina    | 16 febbraio 2003 (20 anni)  | 9     | 1    | Dinamo Zagabria     |
| 11 | C    | Lukas Kačavenda    | 2 marzo 2003 (20 anni)      | 10    | 1    | Lokomotiva Zagabria |
| 15 | C    | Mauro Perković     | 22 marzo 2003 (20 anni)     | 3     | 0    | Dinamo Zagabria     |
| 19 | C    | Marko Bulat        | 9 marzo 2001 (22 anni)      | 3     | 0    | Dinamo Zagabria     |
| 21 | C    | Veldin Hodža       | 15 ottobre 2002 (20 anni)   | 7     | 0    | Rijeka              |
| 22 | C    | Toni Fruk          | 9 marzo 2001 (22 anni)      | 5     | 2    | HNK Gorica          |
| 7  | A    | Michele Šego       | 5 agosto 2000 (22 anni)     | 4     | 0    | Varaždin            |
| 9  | A    | Roko Šimić         | 10 settembre 2003 (19 anni) | 15    | 7    | Zurigo              |
| 13 | A    | Matija Frigan      | 11 febbraio 2003 (20 anni)  | 2     | 0    | Rijeka              |
| 17 | A    | Luka Stojković     | 28 ottobre 2003 (19 anni)   | 4     | 0    | Lokomotiva Zagabria |
| 18 | A    | Gabriel Vidović    | 1º dicembre 2003 (19 anni)  | 7     | 2    | Vitesse             |
| 20 | A    | Dion Drena Beljo   | 1º marzo 2002 (21 anni)     | 9     | 2    | Augusta             |

## Staff tecnico
Presenze e reti aggiornate al 4 luglio 2024.
- Commissario Tecnico:  Ivica Olić
- Vice-Allenatore:  Daniel Šarić
- Direttore Tecnico:  Stipe Pletikosa
- Team Manager:  Denis Lukša
- Preparatore dei portieri:  Mladen Žganjer
- Preparatore atletico:  Marko Matušinskij
- Preparatore atletico:  Stjepan Likić
- Match Analyst:  Dino Žiška
- Medico sociale:  Mislav Rakić 
 Boban Dangubić 
 Nino Brajković
- Fisioterapista:  Matej Ivić
- Massaggiatore:  Neven Golubar
- Magazziniere:  Vid Bešker